# فهمي سعيد شاهين
فهمي سعيد شاهين (1932 – 1974) سياسي ونائب لبناني سابق. 

## ولادته ونشاته
ولد في مدينة النبطية في العام 1932 ميلادي.
تلقى علومه الأولى في المدرسة الإنجيلية التي كانت قد فتحت أبوابها حديثا في صيدا.
بعدها سافر إلى الولايات المتحدة الأميريكية، ودرس هندسة الطيران في جامعة أوكلاهوما وتخرج منها. 

## في النيابة
انتخب نائبا عن محافظة الجنوب (قضاء النبطية) في دورة العام 1972 ميلادي وتوفي بعد سنتين من انتخابه فخلفه ابن عائلته النائب رفيق شاهين. وكان عضوا في لجان الدفاع الوطني والتصميم والاقتصاد الوطني.

## في الوزارة
عُيّن وزيرا للزراعة في نيسان من العام 1973 في حكومة الرئيس أمين الحافظ، ولكن الحكومة لم تمثل أمام البرلمان اللبناني.
كما وعيّن وزيرا للإعلام مرة أخرى في تموز من العام 1973 ميلادي في حكومة الرئيس تقي الدين الصلح.

## اسرته
تاهل من السيدة لواحظ كسرواني ولهام ولد وحيد وهو (علي فهمي شاهين)

## وفاته
توفي في 8 تشرين الأول سنة 1974 ميلادي فانتخب رفيق شاهين خلفا له.